# Cystopteris fragilis
Cystopteris fragilis là một loài thực vật có mạch trong họ Woodsiaceae. Loài này được (L.) Bernh. miêu tả khoa học đầu tiên năm 1806.

## Hình ảnh

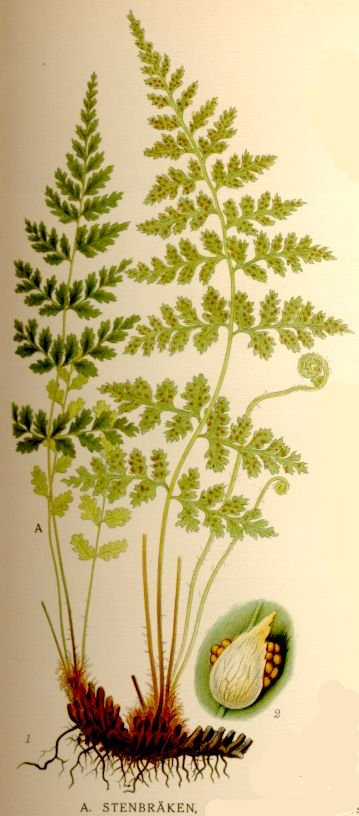
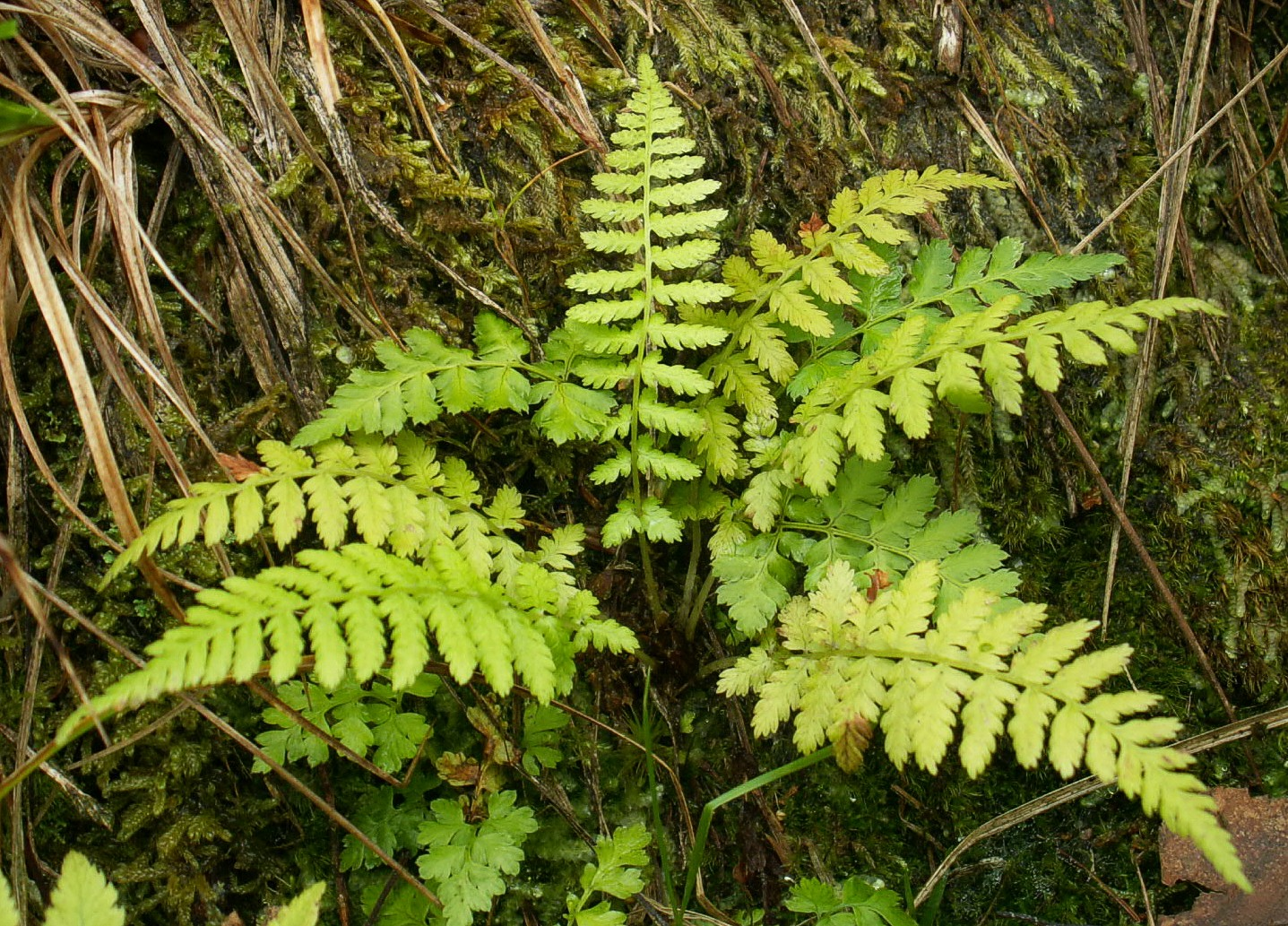
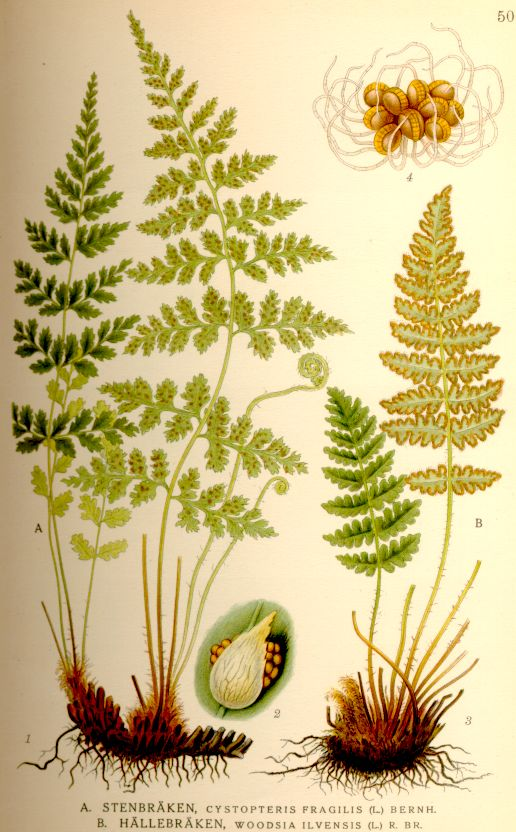
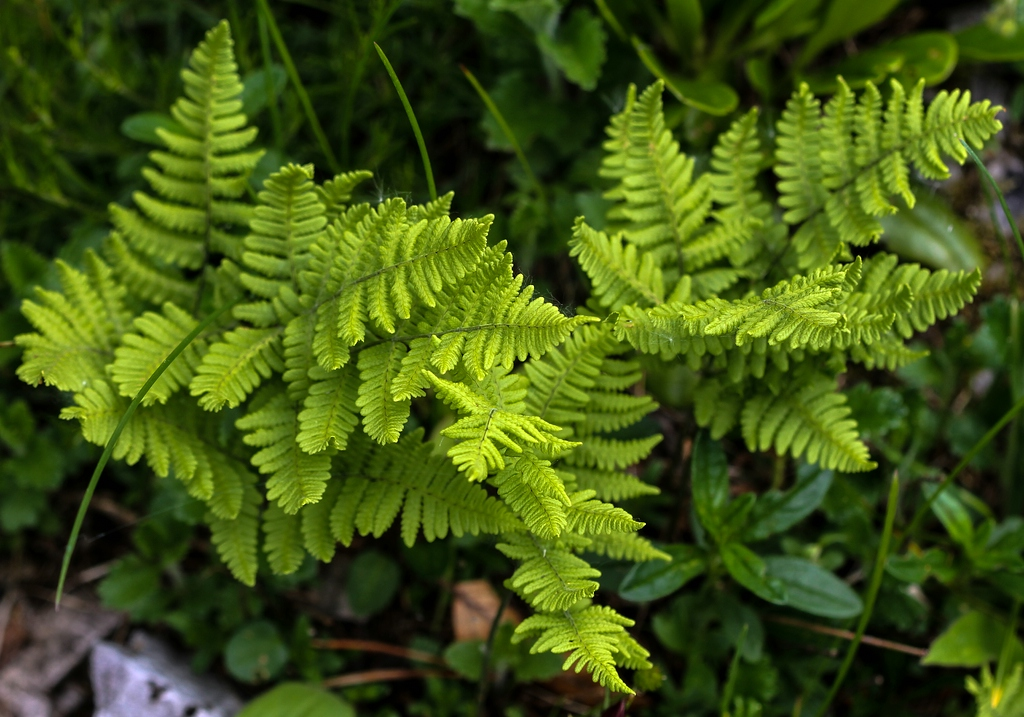